# 韓德威
韩德威（942年—996年），字普鄰，蓟州玉田（今河北玉田）人，辽朝政治人物。大丞相韩德让的弟弟，韓匡嗣第三子。

## 生平
韩德威性刚介，善驰射。保宁初年，历任上京皇城使、儒州防御使、北院宣徽使。乾亨末年，因父丧辞任，復任为臨時西南招討使。統和元年（983年），党項十五部入侵，一战击败。領知突呂不部、迭剌部糾軍，平定稍古葛，以功正式任西南招討使。夏州李继迁反叛北宋归附契丹，韩德威请求接纳。李继迁归附契丹，西方諸民族纷纷服属契丹。統和四年（986年）与惕隐耶律善补击败北宋名将杨继业。統和六年（988年），任開府儀同三司、政事令、門下平章事。因山西城邑失陷，削兵权。統和十年（992年），李继迁重新亲近宋朝，韩德威率兵西征李继迁，至灵州俘掠而还。統和十四年（996年），再討党項。当年去世。享年五十五岁。追贈兼侍中。

## 子孫

### 子
- 耶律遂忠
- 耶律遂正（韓遂正，契丹名雱金，彰国軍節度使）
- 耶律遂寧
- 耶律遂恭

### 孫
- 耶律元佐（字燕隐）
  - 耶律度剌（字药师奴）
- 耶律宗福（字遵寧，本名滌魯，聖宗與皇后蕭菩薩哥養子，宗福之名為聖宗所賜）
- 耶律元亨（韓高王六，字宮寧）